# Бынаты Хицау
Бынаты Хицау, Бындур (осет.  Бынаты Хицау, Бындур) — персонаж осетинской мифологии, покровитель жилища, аналог русского домового. 

## Мифология
Бынату Хицау является в большей мере женским божеством, именно к нему обращаются женщины при возникновении проблем во время ведения домашнего хозяйства, потому что Бынаты Хицау значительно влияет на здоровье и благополучие домочадцев и оберегает домашний скот от падежа. К Бынаты Хицау, наряду с Хилы дзуаром обращалась за помощью молодая невестка: он помогал ей расстаться с родителями и благополучно войти в новую семью мужа.
Бынаты Хицау живёт в кладовой и изображается в виде ворчливой, сгорбленной старухи с клыками. Бынаты Хицау часто приобретает в осетинской мифологии и другие разнообразные виды; он может изображаться в виде белого барашка, мальчика и т. п. Бынаты Хицау могут видеть только женщины-знахарки, к которым он является под Новый Год, во время празднования которого ему приносится в жертву  домашний скот или птица.
К Бынаты Хицау во время обряда Три пирога возносится обязательный пятый тост.

## Источник
- Дзадзиев А. Б., Этнография и мифология осетин, Владикавказ, 1994, стр. 41, ISBN 5-7534-0537-1